# Flow (album của Conception)
| Đánh giá chuyên môn    | Đánh giá chuyên môn |
| Nguồn đánh giá         | Nguồn đánh giá      |
| Nguồn                  | Đánh giá            |
| ---------------------- | ------------------- |
| Encyclopaedia Metallum | [ 1 ]               |
| Metal Storm            | [ 2 ]               |
| The Metal Crypt        | [ 3 ]               |

Flow là album đầy đủ thứ tư và cũng là cuối cùng của ban nhạc power metal/progressive metal Na Uy Conception, ra mắt ngày 1 tháng 4 năm 1997 bởi Noise Records.

## Danh sách bài hát
| STT | Nhan đề                     | Sáng tác                 | Thời lượng |
| --- | --------------------------- | ------------------------ | ---------- |
| 1.  | "Gethsemane"                | Amlien/T.Østby/Heimdal   | 5:01       |
| 2.  | "Angel (Come Walk with Me)" | Amlien/T.Østby/Heimdal   | 4:24       |
| 3.  | "A Virtual Lovestory"       | T.Østby/Roy Khan         | 3:46       |
| 4.  | "Flow"                      | Amlien/T.Østby/Heimdal   | 3:44       |
| 5.  | "Cry"                       | T.Østby/Roy Khan         | 5:02       |
| 6.  | "Reach Out"                 | T.Østby/Heimdal/Roy Khan | 3:34       |
| 7.  | "Tell Me When I'm Gone"     | T.Østby/Roy Khan         | 4:21       |
| 8.  | "Hold On"                   | T.Østby/Roy Khan         | 4:07       |
| 9.  | "Cardinal Sin"              | T.Østby/Roy Khan         | 4:01       |
| 10. | "Would It Be the Same"      | T.Østby/Heimdal/Roy Khan | 5:47       |

| (Bonus Track) | (Bonus Track)                      | (Bonus Track)           | (Bonus Track) |
| STT           | Nhan đề                            | Sáng tác                | Thời lượng    |
| ------------- | ---------------------------------- | ----------------------- | ------------- |
| 1.            | "Hand on Heart" (Japanese Version) | T.Østby/Roy Khan/Amlien | 3:25          |

## Vai trò
Thành viên ban nhạc
- Roy Khan − ca sĩ
- Tore Østby − guitar
- Ingar Amlien − bass
- Arve Heimdal − trống

Nhạc công bổ sung
- Trond Nagell-dahl - keyboard